# Casalmaiocco
Casalmaiocco (lombardul: Casalmaiòch) település Olaszországban, Lombardia régióban, Lodi megyében. Lakosainak száma 3183 fő (2023. január 1.). Casalmaiocco Dresano, Mulazzano, Sordio, Tavazzano con Villavesco és Vizzolo Predabissi községekkel határos.

## Népesség
A település népességének változása:
| Lakosok száma | 3164 | 3190 | 3183 |
|               | 2017 | 2018 | 2023 |